# FK Grbalj
FK Grbalj este un club de fotbal din Radanovići, Muntenegru.